# Geneviève Lalonde
Geneviève Lalonde (Montréal, 5 settembre 1991) è una siepista canadese, vincitrice di una medaglia d'oro ai Giochi panamericani 2019.

## Biografia
Nata in Québec, Lalonde ha iniziato a gareggiare a livello nazionale a partire dal 2006. Nel 2007 ha debuttato sulla scena mondiale in Repubblica Ceca ai Mondiali allievi nei 1500 metri piani. La sua carriera internazionale prosegue nelle competizioni dei 3000 metri siepi, partecipando nel 2011 alle Universiadi in Cina e debuttando tra i seniores ai Giochi panamericani del Canada nel 2015, vincendo una medaglia di bronzo. L'anno successivo ha partecipato ai suoi primi Giochi olimpici a Rio de Janeiro 2016, gareggiando in finale.
Nel 2019, in Perù, è ritornata ai Giochi panamericani diventando campionessa della manifestazione.
Come cittadina del Nuovo Brunswick ha gareggiato ai Giochi canadesi e vinto una medaglia di bronzo nel 2013 ai Giochi della Francofonia.

## Palmarès
| Anno                                  | Manifestazione                         | Sede           | Evento          | Risultato | Prestazione | Note              |
| ------------------------------------- | -------------------------------------- | -------------- | --------------- | --------- | ----------- | ----------------- |
| In rappresentanza del Canada          |                                        |                |                 |           |             |                   |
| 2007                                  | Mondiali U18                           | Ostrava        | 1500 m piani    | 10ª       | 4'30"90     |                   |
| 2008                                  | Mondiali di cross                      | Edimburgo      | Individuale U20 | 36ª       | 21'35"      |                   |
| 2008                                  | Giochi della gioventù del Commonwealth | Pune           | 1500 m piani    | 6ª        | 4'26"38     |                   |
| 2008                                  | Giochi della gioventù del Commonwealth | Pune           | 3000 m piani    | 5ª        | 9'42"99     |                   |
| 2009                                  | Mondiali di cross                      | Amman          | Individuale U20 | dnf       | dnf         |                   |
| 2010                                  | Mondiali U20                           | Moncton        | 1500 m piani    | Batteria  | 4'19"20     |                   |
| 2010                                  | Mondiali U20                           | Moncton        | 3000 m siepi    | 6ª        | 9'57"74     |                   |
| 2011                                  | Universiadi                            | Shenzen        | 3000 m siepi    | 11ª       | 10'09"43    |                   |
| 2012                                  | Campionati NACAC U23                   | Irapuato       | 3000 m siepi    | 4ª        | 10'56"38    |                   |
| 2015                                  | Giochi panamericani                    | Toronto        | 3000 m siepi    | Bronzo    | 9'53"03     |                   |
| 2015                                  | Mondiali                               | Pechino        | 3000 m siepi    | Batteria  | 9'36"83     |                   |
| 2016                                  | Giochi olimpici                        | Rio de Janeiro | 3000 m siepi    | 16ª       | 9'41"88     |                   |
| 2017                                  | Mondiali                               | Londra         | 3000 m siepi    | 13ª       | 9'29"99     |                   |
| 2018                                  | Mondiali indoor                        | Birmingham     | 3000 m siepi    | 11ª       | 9'03"91     |                   |
| 2018                                  | Giochi del Commonwealth                | Gold Coast     | 3000 m siepi    | 7ª        | 9'46"68     |                   |
| 2019                                  | Mondiali di cross                      | Aarhus         | Individuale     | 20ª       | 38'10"      |                   |
| 2019                                  | Giochi panamericani                    | Lima           | 3000 m siepi    | Oro       | 9'41"45     | Record dei Giochi |
| 2019                                  | Mondiali                               | Doha           | 3000 m siepi    | 14ª       | 9'32"92     |                   |
| 2021                                  | Giochi olimpici                        | Tokyo          | 3000 m siepi    | 11ª       | 9'22"40     |                   |
| In rappresentanza del Nuovo Brunswick |                                        |                |                 |           |             |                   |
| 2013                                  | Giochi della Francofonia               | Nizza          | 3000 m siepi    | Bronzo    | 9'53"35     |                   |